# Diego Alonso
Diego Martín Alonso López (Montevideo, 16 aprile 1975) è un allenatore di calcio ed ex calciatore uruguaiano, di ruolo attaccante.

## Carriera

### Giocatore

#### Club
La carriera di Alonso inizia nel suo paese, l'Uruguay, al Bella Vista, dove gioca dal 1997 al 1999 segnando 11 reti in 27 partite. Nel 1999 viene notato dal Gimnasia La Plata che lo porta in Argentina per una stagione, nella quale Alonso si dimostra in ottima forma con 17 reti in 32 partite. Nel 2000 per Alonso c'è il salto di qualità europeo, quando si trasferisce in Spagna, al Valencia. Anche qui segna con regolarità, ma la squadra della Comunidad Valenciana lo lascia andare per cederlo all'Atletico Madrid, militante nella Segunda División spagnola.
All'Atlético Alonso segna 22 reti in 35 presenze contribuendo molto alla promozione della squadra madrilena. Nel 2002 passa al Racing Santander, dove non trova spazio e gioca solo partite segnando una rete. Nel 2003 passa al Málaga, dove segna 10 reti in 15 partite. Nel 2004 cambia nuovamente squadra, passando ai messicani dei Pumas UNAM, segnando molto e vincendo l'Apertura 2004. Nel 2005 torna in Spagna per giocare nel Real Murcia.
Nel 2006 però Alonso torna in America e in patria, al Club Nacional de Football di Montevideo. Nel 2007 prova l'esperienza cinese allo Shanghai Shenhua, ma nel 2008 viene contattato dal Gimnasia La Plata, società in cui torna dopo avervi giocato 9 anni prima. Nel 2009 passa al Peñarol, dove gioca per due stagioni. Nel 2011 abbandona l'attività agonistica.

#### Nazionale
Con la nazionale di calcio uruguaiana ha giocato 11 volte e ha segnato 3 gol tra il 1999 e il 2004.

### Allenatore
Terminata l'attività agonistica, ha intrapreso la carriera da allenatore. Dopo varie esperienza tra Uruguay e Paraguay, dal 2014 al 2018 ha guidato il Pachuca, con cui ha vinto un torneo di Clausura (2016) e una CONCACAF Champions League (2017). Nel 2018 è passato al Monterrey, con il quale ha conquistato un'altra CONCACAF Champions League (2019).
Il 30 dicembre 2019 è stato annunciato come il primo allenatore nella storia dell'Inter Miami, club della MLS che ha tra i fondatori lo storico calciatore britannico David Beckham. Il 7 gennaio 2021 risolve consensualmente il contratto con la società statunitense.
Il 15 dicembre seguente assume l'incarico di commissario tecnico della nazionale uruguaiana, sostituendo Óscar Tabárez, rimasto in carica per quasi 15 anni. Al Mondiale 2022 l'Uruguay non supera i gironi piazzandosi al 3º posto con 4 punti dietro a Portogallo e Corea del Sud.
Il 10 ottobre 2023 viene ingaggiato dal Sevilla. Viene esonerato a seguito della sconfitta per 3-0 con il Getafe del 16 dicembre, con la squadra quartultima in campionato con 5 punti in 8 partite e avendo perso tutte e quattro le partite del girone di UEFA Champions League, chiuso all'ultimo posto.
Il 10 giugno 2024 viene designato alla guida tecnica del Panathīnaïkos, squadra militante nella massima divisione ellenica. Il 29 ottobre dello stesso anno viene esonerato per via dei risultati deludenti; lascia la squadra all'ottavo posto del campionato con 13 punti.

## Statistiche

### Cronologia presenze e reti in nazionale
| Cronologia completa delle presenze e delle reti in nazionale ― Uruguay | Cronologia completa delle presenze e delle reti in nazionale ― Uruguay | Cronologia completa delle presenze e delle reti in nazionale ― Uruguay | Cronologia completa delle presenze e delle reti in nazionale ― Uruguay | Cronologia completa delle presenze e delle reti in nazionale ― Uruguay | Cronologia completa delle presenze e delle reti in nazionale ― Uruguay | Cronologia completa delle presenze e delle reti in nazionale ― Uruguay | Cronologia completa delle presenze e delle reti in nazionale ― Uruguay |
| Data                                                                   | Città                                                                  | In casa                                                                | Risultato                                                              | Ospiti                                                                 | Competizione                                                           | Reti                                                                   | Note                                                                   |
| ---------------------------------------------------------------------- | ---------------------------------------------------------------------- | ---------------------------------------------------------------------- | ---------------------------------------------------------------------- | ---------------------------------------------------------------------- | ---------------------------------------------------------------------- | ---------------------------------------------------------------------- | ---------------------------------------------------------------------- |
| 17-6-1999                                                              | Ciudad del Este                                                        | Paraguay                                                               | 2 – 3                                                                  | Uruguay                                                                | Amichevole                                                             | -                                                                      | 55’                                                                    |
| 10-7-1999                                                              | Asunción                                                               | Paraguay                                                               | 1 – 1 dts (3 – 5 dtr)                                                  | Uruguay                                                                | Coppa America 1999 - Quarti di finale                                  | -                                                                      | 57’                                                                    |
| 13-7-1999                                                              | Asunción                                                               | Uruguay                                                                | 1 – 1 dts (5 – 3 dtr)                                                  | Cile                                                                   | Coppa America 1999 - Semifinale                                        | -                                                                      | 53’                                                                    |
| 17-2-2000                                                              | Maldonado                                                              | Uruguay                                                                | 2 – 0                                                                  | Ungheria                                                               | Amichevole                                                             | -                                                                      |                                                                        |
| 29-3-2000                                                              | Montevideo                                                             | Uruguay                                                                | 1 – 0                                                                  | Bolivia                                                                | Qual. Mondiali 2002                                                    | -                                                                      | 77’                                                                    |
| 3-6-2000                                                               | Montevideo                                                             | Uruguay                                                                | 2 – 1                                                                  | Cile                                                                   | Qual. Mondiali 2002                                                    | -                                                                      | 80’                                                                    |
| 8-10-2000                                                              | Buenos Aires                                                           | Argentina                                                              | 2 – 1                                                                  | Uruguay                                                                | Qual. Mondiali 2002                                                    | -                                                                      | 87’                                                                    |
| 14-11-2001                                                             | Montevideo                                                             | Uruguay                                                                | 1 – 1                                                                  | Argentina                                                              | Qual. Mondiali 2002                                                    | -                                                                      | 46’                                                                    |
| Totale                                                                 |                                                                        | Presenze                                                               | 8                                                                      |                                                                        | Reti                                                                   | 0                                                                      |                                                                        |

### Statistiche da allenatore
Statistiche aggiornate al 30 ottobre 2024.
| Stagione         | Squadra          | Campionato       | Campionato | Campionato | Campionato | Campionato | Coppe nazionali | Coppe nazionali | Coppe nazionali | Coppe nazionali | Coppe nazionali | Coppe continentali | Coppe continentali | Coppe continentali | Coppe continentali | Coppe continentali | Altre coppe | Altre coppe | Altre coppe | Altre coppe | Altre coppe | Totale | Totale | Totale | Totale | % Vittorie | Piazzamento |
| Stagione         | Squadra          | Comp             | G          | V          | N          | P          | Comp            | G               | V               | N               | P               | Comp               | G                  | V                  | N                  | P                  | Comp        | G           | V           | N           | P           | G      | V      | N      | P      | %          | Piazzamento |
| ---------------- | ---------------- | ---------------- | ---------- | ---------- | ---------- | ---------- | --------------- | --------------- | --------------- | --------------- | --------------- | ------------------ | ------------------ | ------------------ | ------------------ | ------------------ | ----------- | ----------- | ----------- | ----------- | ----------- | ------ | ------ | ------ | ------ | ---------- | ----------- |
| set. 2011-2012   | Bella Vista      | PD               | 25         | 9          | 3          | 13         | -               | -               | -               | -               | -               | -                  | -                  | -                  | -                  | -                  | -           | -           | -           | -           | -           | 25     | 9      | 3      | 13     | 36,00      | Sub, 13°    |
| 2012             | Guaraní          | DP               | 22         | 13         | 4          | 5          | -               | -               | -               | -               | -               | CS                 | 4                  | 1                  | 1                  | 2                  | -           | -           | -           | -           | -           | 26     | 14     | 5      | 7      | 53,85      | Sub, 3°     |
| feb.-giu. 2013   | Guaraní          | DP               | 19         | 9          | 6          | 4          | -               | -               | -               | -               | -               | -                  | -                  | -                  | -                  | -                  | -           | -           | -           | -           | -           | 19     | 9      | 6      | 4      | 47,37      | Dim         |
| Totale Guaraní   | Totale Guaraní   | Totale Guaraní   | 41         | 22         | 10         | 9          |                 | -               | -               | -               | -               |                    | 4                  | 1                  | 1                  | 2                  |             | -           | -           | -           | -           | 45     | 23     | 11     | 11     | 51,11      |             |
| ago.-ott. 2013   | Peñarol          | PD               | 6          | 1          | 2          | 3          | -               | -               | -               | -               | -               | CS                 | 2                  | 0                  | 1                  | 1                  | -           | -           | -           | -           | -           | 8      | 1      | 3      | 4      | 12,50      | Eson        |
| mar.-ott. 2014   | Olimpia          | DP               | 30         | 14         | 7          | 9          | -               | -               | -               | -               | -               | -                  | -                  | -                  | -                  | -                  | -           | -           | -           | -           | -           | 30     | 14     | 7      | 9      | 46,67      | Sub, Eson   |
| 2014-2015        | Pachuca          | PD               | 19+4       | 7+3        | 6          | 6+1        | cMX             | 0               | 0               | 0               | 0               | CCL                | 2                  | 0                  | 2                  | 0                  | -           | -           | -           | -           | -           | 25     | 10     | 8      | 7      | 40,00      | 7°          |
| 2015-2016        | Pachuca          | PD               | 34+6       | 14+3       | 9+3        | 11         | cMX             | 13              | 5               | 3               | 5               | -                  | -                  | -                  | -                  | -                  | CC          | 1           | 0           | 0           | 1           | 54     | 22     | 15     | 17     | 40,74      | 12°, 2°     |
| 2016-2017        | Pachuca          | PD               | 34+2       | 15         | 10+1       | 9+1        | -               | -               | -               | -               | -               | CCL                | 10                 | 6                  | 3                  | 1                  | -           | -           | -           | -           | -           | 46     | 21     | 14     | 11     | 45,65      | 2°, 10°     |
| 2017-2018        | Pachuca          | PD               | 34         | 11         | 9          | 14         | cMX             | 13              | 8               | 2               | 3               | -                  | -                  | -                  | -                  | -                  | CmC         | 3           | 2           | 0           | 1           | 50     | 21     | 11     | 18     | 42,00      | 12°, 9°     |
| Totale Pachuca   | Totale Pachuca   | Totale Pachuca   | 121+12     | 47+6       | 34+4       | 50+2       |                 | 26              | 13              | 5               | 8               |                    | 12                 | 6                  | 5                  | 1                  |             | 4           | 2           | 0           | 2           | 175    | 74     | 48     | 63     | 42,29      |             |
| 2018-2019        | Monterrey        | PD               | 34+8       | 17+5       | 9          | 8+3        | cMX             | 8               | 5               | 2               | 1               | CCL                | 8                  | 5                  | 2                  | 1                  | sMX         | 1           | 0           | 0           | 1           | 59     | 32     | 13     | 14     | 54,24      | 5°, 3°      |
| lug.-set. 2019   | Monterrey        | PD               | 12         | 5          | 1          | 6          | cMX             | 1               | 1               | 0               | 0               | -                  | -                  | -                  | -                  | -                  | -           | -           | -           | -           | -           | 13     | 6      | 1      | 6      | 46,15      | Eson        |
| Totale Monterrey | Totale Monterrey | Totale Monterrey | 46+8       | 22+5       | 10         | 14+3       |                 | 9               | 6               | 2               | 1               |                    | 8                  | 5                  | 2                  | 1                  |             | 1           | 0           | 0           | 1           | 72     | 38     | 14     | 20     | 52,78      |             |
| 2020             | Inter Miami      | MLS              | 20+1       | 7          | 3          | 10+1       | -               | -               | -               | -               | -               | -                  | -                  | -                  | -                  | -                  | MISB        | 3           | 0           | 0           | 3           | 24     | 7      | 3      | 14     | 29,17      | 19°         |
| ott.-dic. 2023   | Siviglia         | PD               | 8          | 0          | 5          | 3          | CR              | 2               | 2               | 0               | 0               | UCL                | 4                  | 0                  | 0                  | 4                  | SU          | -           | -           | -           | -           | 14     | 2      | 5      | 7      | 14,29      | Sub., Eson. |
| lug.-ott. 2024   | Panathīnaïkos    | SLE              | 9          | 3          | 4          | 2          | CG              | 0               | 0               | 0               | 0               | UEL+UECL           | 4+4                | 3+1                | 0+1                | 1+2                | -           | -           | -           | -           | -           | 17     | 7      | 5      | 5      | 41,18      | Eson.       |
| Totale carriera  | Totale carriera  | Totale carriera  | 327        | 136        | 82         | 119        |                 | 37              | 21              | 7               | 9               |                    | 38                 | 16                 | 11                 | 11                 |             | 8           | 2           | 0           | 6           | 410    | 175    | 99     | 146    | 42,68      |             |

#### Nazionale uruguaiana
| Squadra | Naz                | dal              | al               | Record | Record | Record | Record | Record | Record | Record | Record     |
| Squadra | Naz                | dal              | al               | G      | V      | N      | P      | GF     | GS     | DR     | % Vittorie |
| ------- | ------------------ | ---------------- | ---------------- | ------ | ------ | ------ | ------ | ------ | ------ | ------ | ---------- |
| Uruguay | Uruguay (bandiera) | 15 dicembre 2021 | 28 febbraio 2023 | 12     | 8      | 2      | 2      | 20     | 4      | +16    | 66,67      |

#### Nazionale uruguaiana nel dettaglio
| gen./mar. 2022 | Uruguay        | Qual. Mondiale 2022 | Sub., 3° nel gruppo CONMEBOL, qualificato | 4  | 4 | 0 | 0 | 100,00& | 8  | 1 | +7  |
| nov./dic. 2022 | Uruguay        | Mondiale 2022       | Fase a gironi (3° nel gruppo H)           | 3  | 1 | 1 | 1 | 33,33   | 2  | 2 | +0  |
| 2022           | Uruguay        | Amichevoli          |                                           | 5  | 3 | 1 | 1 | 60,00   | 10 | 1 | +9  |
| Totale Uruguay | Totale Uruguay | Totale Uruguay      | Totale Uruguay                            | 12 | 8 | 2 | 2 | 66,67   | 20 | 4 | +16 |

#### Panchine da commissario tecnico della nazionale uruguaiana
| Cronologia completa delle presenze e delle reti in nazionale ― Uruguay | Cronologia completa delle presenze e delle reti in nazionale ― Uruguay | Cronologia completa delle presenze e delle reti in nazionale ― Uruguay | Cronologia completa delle presenze e delle reti in nazionale ― Uruguay | Cronologia completa delle presenze e delle reti in nazionale ― Uruguay | Cronologia completa delle presenze e delle reti in nazionale ― Uruguay | Cronologia completa delle presenze e delle reti in nazionale ― Uruguay     | Cronologia completa delle presenze e delle reti in nazionale ― Uruguay |
| Data                                                                   | Città                                                                  | In casa                                                                | Risultato                                                              | Ospiti                                                                 | Competizione                                                           | Reti                                                                       | Note                                                                   |
| ---------------------------------------------------------------------- | ---------------------------------------------------------------------- | ---------------------------------------------------------------------- | ---------------------------------------------------------------------- | ---------------------------------------------------------------------- | ---------------------------------------------------------------------- | -------------------------------------------------------------------------- | ---------------------------------------------------------------------- |
| 28-1-2022                                                              | Asunción                                                               | Paraguay                                                               | 0 – 1                                                                  | Uruguay                                                                | Qual. Mondiali 2022                                                    | Luis Suárez                                                                | Cap: D.Godin                                                           |
| 2-2-2022                                                               | Montevideo                                                             | Uruguay                                                                | 4 – 1                                                                  | Venezuela                                                              | Qual. Mondiali 2022                                                    | Rodrigo Bentancur Giorgian de Arrascaeta Edinson Cavani Luis Suárez (rig.) | Cap: D.Godin                                                           |
| 25-3-2022                                                              | Montevideo                                                             | Uruguay                                                                | 1 – 0                                                                  | Perù                                                                   | Qual. Mondiali 2022                                                    | Giorgian de Arrascaeta                                                     | Cap: D.Godin                                                           |
| 30-3-2022                                                              | Santiago del Cile                                                      | Cile                                                                   | 0 – 2                                                                  | Uruguay                                                                | Qual. Mondiali 2022                                                    | Luis Suárez Federico Valverde                                              | Cap: D.Godin                                                           |
| 3-6-2022                                                               | Glendale                                                               | Messico                                                                | 0 – 3                                                                  | Uruguay                                                                | Amichevole                                                             | Matias Vecino 2 Edinson Cavani                                             | Cap: E.Cavani                                                          |
| 5-6-2022                                                               | Kansas City                                                            | Stati Uniti                                                            | 0 – 0                                                                  | Uruguay                                                                | Amichevole                                                             | -                                                                          | Cap: D.Godin                                                           |
| 11-6-2022                                                              | Montevideo                                                             | Uruguay                                                                | 5 – 0                                                                  | Panama                                                                 | Amichevole                                                             | 2 Edinson Cavani 1 (rig.) Nicolás De La Cruz Maxi Gomez Diego Rossi        | Cap: E.Cavani                                                          |
| 23-9-2022                                                              | Sankt Pölten                                                           | Uruguay                                                                | 0 – 1                                                                  | Iran                                                                   | Amichevole                                                             | -                                                                          | Cap: L.Suarez                                                          |
| 27-9-2022                                                              | Bratislava                                                             | Canada                                                                 | 0 – 2                                                                  | Uruguay                                                                | Amichevole                                                             | Nicolás De La Cruz Darwin Núñez                                            | Cap: L.Suárez                                                          |
| 24-11-2022                                                             | Al Rayyan                                                              | Uruguay                                                                | 0 – 0                                                                  | Corea del Sud                                                          | Mondiali 2022 - 1º turno                                               | -                                                                          | Cap: D.Godin                                                           |
| 28-11-2022                                                             | Lusail                                                                 | Portogallo                                                             | 2 – 0                                                                  | Uruguay                                                                | Mondiali 2022 - 1º turno                                               | -                                                                          | Cap: D.Godin                                                           |
| 2-12-2022                                                              | Al Wakrah                                                              | Ghana                                                                  | 0 – 2                                                                  | Uruguay                                                                | Mondiali 2022 - 1º turno                                               | 2 Giorgian de Arrascaeta                                                   | Cap: L.Suárez                                                          |
| Totale                                                                 |                                                                        | Presenze                                                               | 12                                                                     |                                                                        | Reti                                                                   | 20                                                                         |                                                                        |

## Palmarès

### Giocatore

#### Competizioni nazionali
- Campionato uruguaiano (seconda divisione): 1

Bella Vista: 1997
- Liguilla Pre-Libertadores: 1

Bella Vista: 1998
- Segunda División: 1

Atlético Madrid: 2001-2002
- Campionato messicano: 1

UNAM Pumas: Apertura 2004

### Allenatore
- Campionato messicano: 1

Pachuca: Clausura 2016

#### Competizioni internazionali
- CONCACAF Champions League: 2

Pachuca: 2016-2017
Monterrey: 2019